# Заспів
За́спів  — усталений початок певного співаного фольклорного твору — билини, думи, рідше історичної пісні. У ліро-епічному творі заспів є, безпосередньо, ліричним вступом до оповіді. Заспів починає твір і привертає найбільшу увагу слухача, психологічно готує його до сприйняття змісту твору. У фольклорних, усних творах, окрім цього він є традиційним початком що полегшує його запам'ятовування та виконання, підкреслює монументальність твору. Заспів створює тло усьому творові, служить його композиційним центром та часто окреслює зміст твору.